# 德氏南鰍
德氏南鰍（學名：Schistura devdevi）為輻鰭魚綱鯉形目條鰍科南鰍屬的其中一種。分布於亞洲印度阿魯納恰爾邦、阿薩姆邦、錫金邦和西孟加拉邦的高地地區以及尼泊爾淡水流域，體長可達4公分，棲息在水流湍急、礫石底質的河川底層水域，生活習性不明。

## 扩展阅读
維基物種上的相關：德氏南鰍